# Ciclopropano-acido grasso-fosfolipide sintasi
La ciclopropano-acido grasso-fosfolipide sintasi è un enzima appartenente alla classe delle transferasi, che catalizza la seguente reazione:
S-adenosil-L-metionina + fosfolipide contenente acido grasso olefinico ⇄ S-adenosil-L-omocisteina + fosfolipide contenente acido grasso con ciclopropano
L'enzima trasferisce un gruppo metilico tra le posizioni 9 e 10 della catena di un acile Δ-olefinico contenuto in una nella fosfatidiletanolammina e, più lentamente, nel fosfatidilglicerolo e nel fosfatidilinositolo, formando un ciclopropano.